# Ерік От'єно
Ерік Ума От'єно (англ. Erick Ouma Otieno, нар. 27 вересня 1996, Найробі) — кенійський футболіст, захисник шведського клубу АІК і національної збірної Кенії.
Виступав, зокрема, за клуби «Тирана», «Колхеті» (Поті) і «Гор Магія».

## Клубна кар'єра
У дебютував 2016 року виступами за команду «Гор Магія», в якій того року взяв участь у 22 матчах чемпіонату.
Протягом 2017 року захищав кольори грузинської команди «Колхеті» (Поті).
Своєю грою за останню команду привернув увагу представників тренерського штабу албанського клубу «Тирана», до складу якого приєднався 2018 року.
Протягом 2018 року був орендований клубом «Кастріоті».
До складу клубу «Васалундс» приєднався 2018 року. Станом на 5 грудня 2019 року відіграв за команду із Сольни 22 матчі в національному чемпіонаті, забивши 2 голи.

## Виступи за збірну
2016 року дебютував в офіційних матчах у складі національної збірної Кенії.
У складі збірної був учасником Кубка африканських націй 2019 року в Єгипті, де зіграв у всіх трьох поєдинках своєї команди, проти Алжиру (0-2), Танзанії (3-2) і Сенегалу (0-3).